# King Street Station
King Street Station je železniční stanice v Seattlu v americkém státě Washington. Nachází se na ulici S Jackson Street v seattleské čtvrti Pioneer Square, jen kousek jižně od centra města. Byla postavena mezi lety 1904 a 1906, kdy ji začaly používat železniční společnosti Great Northern Railway a Northern Pacific Railroad, které v roce 1971 nahradil Amtrak. Stanici navrhla skupina architektů ze St. Paulu Reed & Stern, která později spolunavrhovala také newyorskou stanici Grand Central Terminal. Až do roku 1911 se jednalo o primární železniční stanici ve městě, než byla vybudována nedaleká Union Station, postavená pod jménem Oregon & Washington Depot. V roce 1973 byla stanice přidána do národního rejstříku historických míst a státního rejstříku dědictví.
Od začátku devadesátých let se stanice vyskytuje ve stavu oprav, které mají za cíl odstranit přestavby z poloviny dvacátého století včetně předělání elegantní hlavní čekárny. V roce 2008 stanici koupilo město Seattle za deset dolarů a s nynějším dostatkem financí se zhotovení přestavby plánuje na rok 2012.
Stanici dnes využívají tři vlaky společnosti Amtrak – Empire Builder, Amtrak Cascades a Coast Starlight – a obě linky příměstských vlaků Sounder. V roce 2010 byla stanice nejvyužívanější ze všech osmnácti stanic společnosti Amtrak ve státě Washington, jelikož ji využilo až 1 850 cestujících denně. V prvních devíti měsících v roce 2006 využilo stanici 1,2 milionu pasažérů vlaků Sounder.

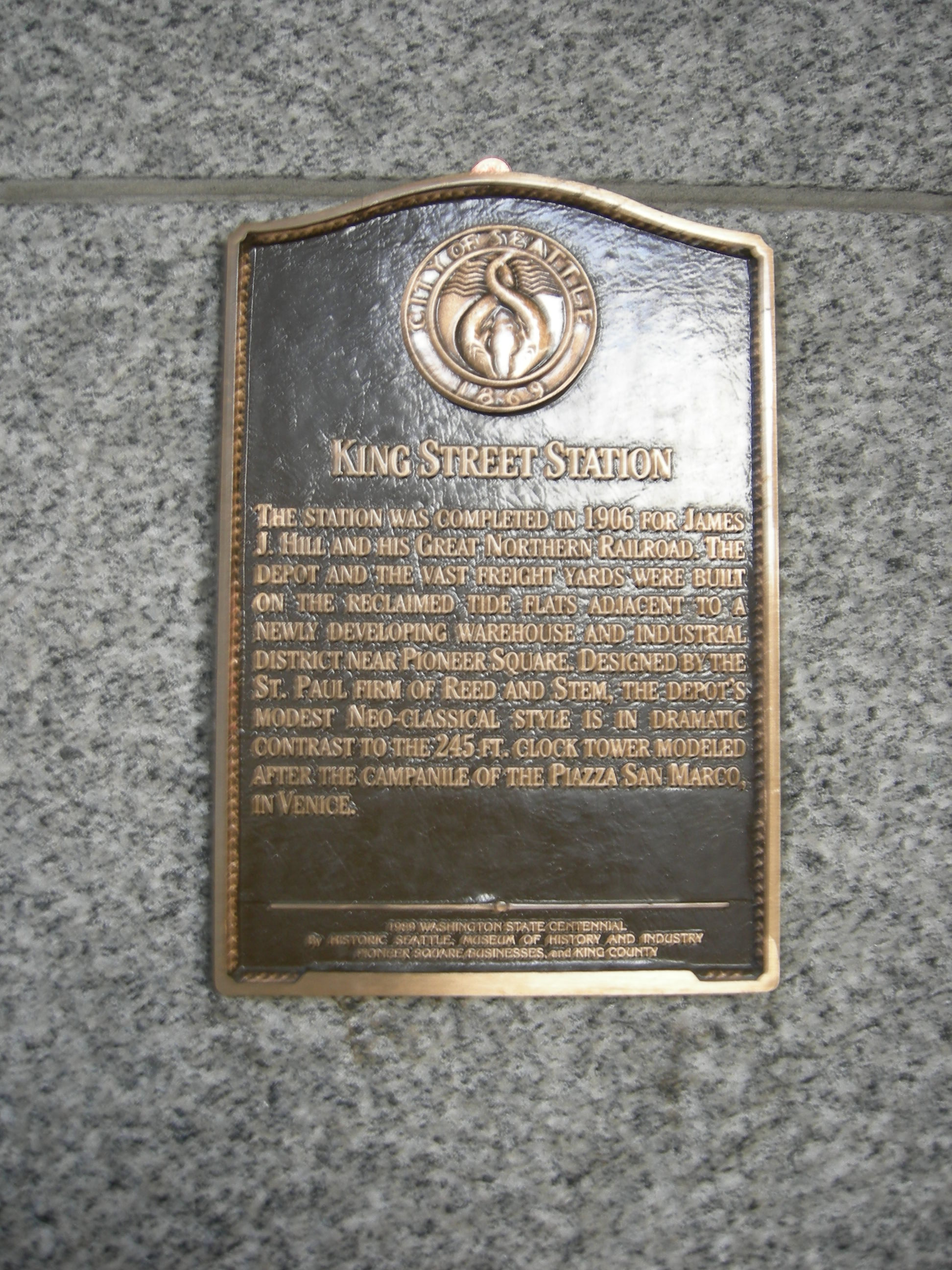
Deska věnovaná dokončení staniční budovy.

## Historie
Stanice byla postavena mezi lety 1904 a 1906 společnostmi Great Northern Railway a Northern Pacific Railroad a nahradila zastaralou železniční stanici na Railroad Avenue, dnešní Alaskan Way. Navrhla ji skupina architektů Reed & Stern z minnesotského St. Paulu, která později spolunavrhovala také stanici Grand Central Terminal v New York City. Stanice byla částí velkého projektu, který přemístil železnici z pobřeží do 1 590 metrů dlouhého tunelu pod centrem Seattlu. 74 metrů vysoká věž stanice byla navržena po zvonici baziliky svatého Marka v Benátkách a v době stavby byla nejvyšší budovou města. Na věži byly čtyři obrovské mechanické hodiny od bostonské firmy E. Howard & Co., které ukazovaly čas ve všech hlavních směrech. V době instalace byly hodiny považovány za druhé největší na západním pobřeží USA, po těch na lodním terminálu v San Franciscu. Později věž sloužila také jako rádiová věž společnosti Burlington Northern, která obě železniční společnosti časem nahradila.
Časté přestavování stanice časem zakrylo původní interiér budovy. Největší ránu zasadila přestavba z roku 1965, která zakryla ozdobný kazetový strop hlavní čekárny, balkóny a arkády o tři metry sníženým novým stropem. Pod vedením hlavního architekta společnosti Northern Pacific, A. C. Cayoua, byla zdí oddělena čekárna, ze sloupů byl odstraněn mramor a ze zdí byla osekána ornamentální omítka. Velké schodiště, které spojovalo ulici South Jackson Street a západní vstup do budovy, bylo zkráceno na polovinu své původní délky, zatímco na západní stranu stanice byly přidány eskalátory, které vůbec nesouhlasily s architektonickým zjevem budovy. Jedinými zbytky původní architektury byla teracová dlážděná podlaha v hlavní čekárně a hodiny na západní straně budovy, nad toaletami.
Z praktického hlediska se stanice nachází blízko k centru města, ale na rozdíl od jiných měst, například Bostonu, není blízko k žádnému meziměstskému autobusovému terminálu. Nachází se ale blízko ke stanici International District / Chinatown, která je částí tunelu Downtown Seattle Transit Tunnel.

### Obnova
Na stole jsou plány k obnovení budovy do jejího původního stavu. V roce 2003 začaly kosmetické renovace, mezi které patří renovace vstupní haly a toalet, nahrazení venkovních markýz, instalace nových mahagonových vstupních dveří a oken s dřevěnými rámy do čekárny a do vstupní haly, přidání nových mosazných doplňků ke dveřím, dobových úchytů na světla a dekorativních omítek.
V listopadu 2006 oznámila kancelář seattleského starosty Grega Nickelse, že město došlo k předběžné dohodě s BNSF Railway na koupi stanice za jeden americký dolar. Rada města Seattle pak potvrdila dohodu v prosinci téhož roku. Smlouva byla později upravena na deset dolarů a podepsána v březnu 2007. Koupě městem uvolnila 19 milionů dolarů ze státních a federálních financí na další obnovu stanice. Město dále určilo pro obnovu dalších deset milionů dolarů, které získalo z nedávno zavedené dopravní daně.

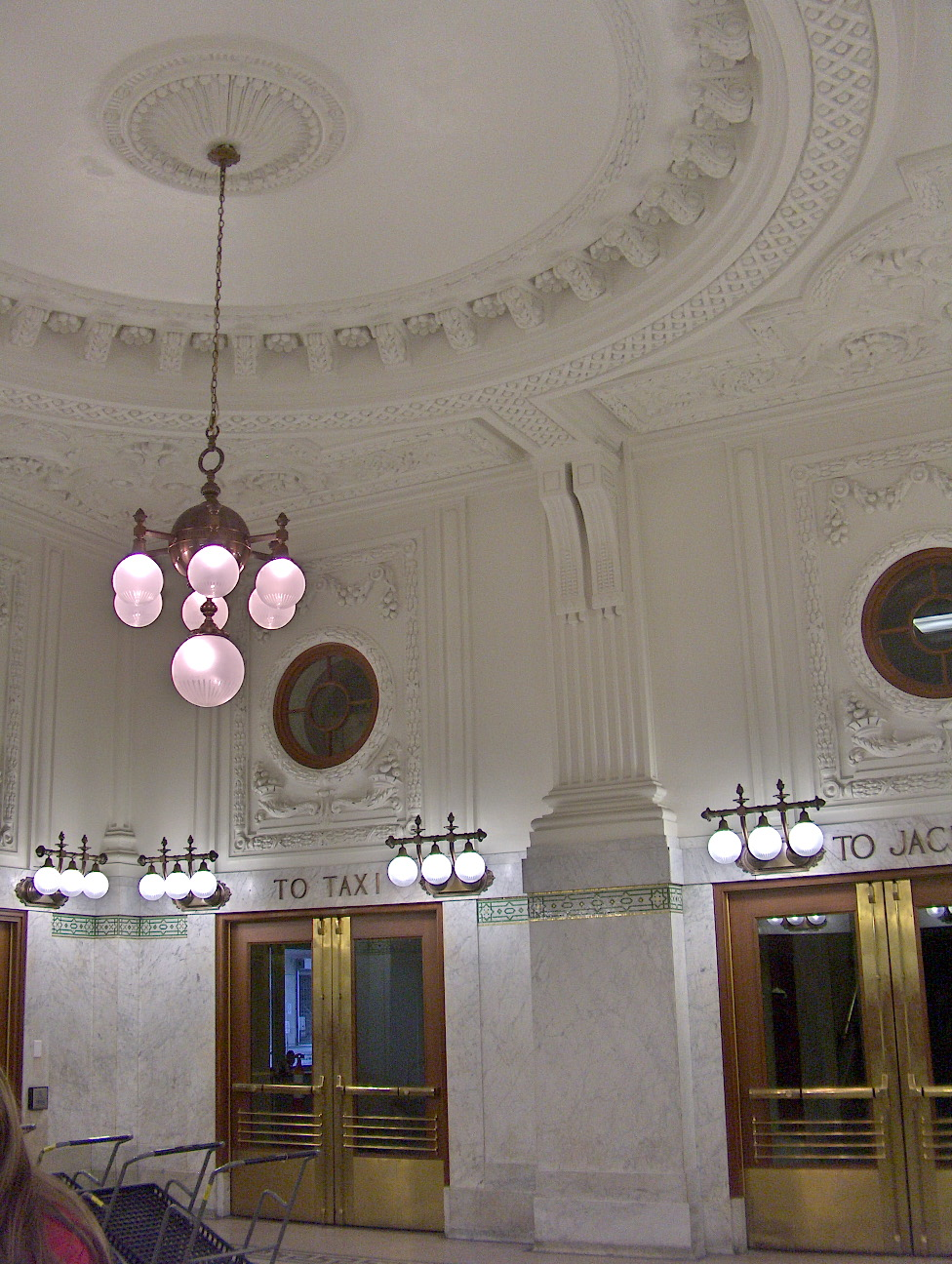
Interiér vstupní haly.

V roce 2008 byla opravena věž s hodinami a také byly odstraněny staré radiové antény. K červnu 2010 pokračovaly práce na obnově interiéru budovy. Druhá fáze projektu totiž začala v březnu téhož roku demolicí na druhém a třetím podlaží, které dříve používaly regionální kanceláře společnosti Burlington Northern. Další práce probíhá v zavazadlovém prostoru, který byl původně používán jako restaurace. V červnu 2010 se začala také odstraňovat ta část budovy, která byla přidána v padesátých letech a ve které byly eskalátory, a malé náměstí před horním vchodem do stanice z ulice South Jackson Street. V září 2010 už byla demolice dokončena. Překvapivě byl při demoliční fázi v červenci odstraněn také závěsný strop, který byl o tři metry níže než ten původní. Dělníci pracovali také v několika nocích, když odstraňovali přes 1 600 zvukotěsných obkládaček a jejich rámy. Nynější úchyty na světla a zbylé závěsné dráty zůstanou, dokud nebudou dostupné finance na dokončení renovace. Nyní se projekt soustředí na přestavění náměstí před horním vchodem do budovy. Také bylo vyhloubeno 36 geotermických nádrží, které sahají až 91 metrů pod povrch a slouží k zateplení i ochlazení budovy. Na zem byla také položena nová betonová podlaha, stejně tak opěry pro zdi proti zemětřesení, místo pro výtah a budoucí prostory pro prodej jízdenek a odbavování zavazadel.
V říjnu 2010 dostal projekt dalších 18,2 milionu dolarů z celkových 2,4 miliard dolarů, které Ministerstvo dopravy Spojených států amerických vyhradilo pro meziměstskou železniční přepravu cestujících. Projekt tyto finance využije na dokončení opatření proti zemětřesení a vnitřních renovací. Celý projekt by měl být dokončen někdy na přelomu roku 2011 a 2012.

## Architektura
Stanice je budova ze zdiva z červených cihel a s ocelovým rámem, terakotovou a umělo-kamennou dekorací, která je ale mírná v porovnání s věží s hodinami. Celý exteriér prvního podlaží je krytý cihlami se žulou. Budova má tvar písmene L a její hodinová věž značí hlavní vchod na západní fasádě. Hodinová věž s hlavním vchodem ukončují ulici King Street vedoucí z Pioneer Square. Styl budovy je někdy označován jako železniční italianát s italskou inspirací pro hodinovou věž a vlivem krásných umění na základnu stanice.
Pod hodinovou věží, po vstupu hlavním vchodem, se nachází vstupní hala, nazývaná také Compass Room. Její alternativní název pochází z větrné růžice, která je narýsována v ručně vyrobených mramorových dlaždicích na podlaze uprostřed místnosti. Místnost má mramorové obkládání a je osvětlena vícekulovým lustrem, který je zavěšen do propracované sádrové růžice přesně nad větrnou růžicí. Kulatá ochozová okna jsou vyřezána do dekorativní omítky. Tento námět byl původně opakován v hlavní čekárně. Přestože není znám žádný vliv na vzhled interiéru stanice, připomíná obrovskou halu Salone dei Cinquecento v paláci Palazzo Vecchio v italské Florencii.

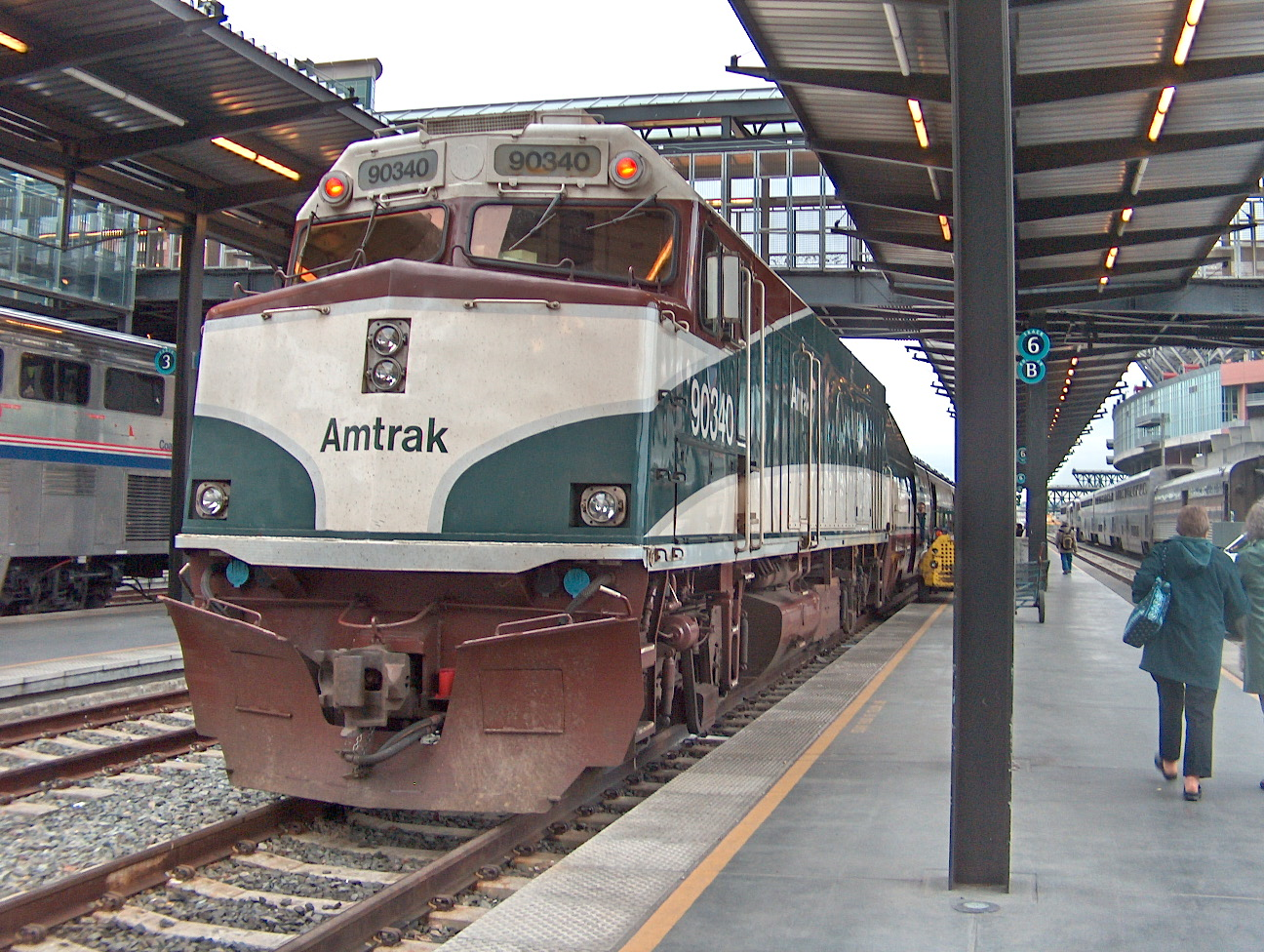
Vlak Amtrak Cascades v seattleské stanici.

## Osobní vlaky
Dnes z King Street Station denně vyjíždí 21 vlaků:
- 9 vlaků Sounder na jih do Tacomy (pouze pracovní dny)
- 4 vlaky Sounder na sever do Everettu (pouze pracovní dny)
- 2 vlaky Amtrak Cascades na sever do Vancouveru
- 2 vlaky Amtrak Cascades na jih do Portlandu
- 2 vlaky Amtrak Cascades na jih do Eugenu (přes Portland)
- 1 vlak Empire Builder na východ do Chicaga
- 1 vlak Coast Starlight na jih do Los Angeles

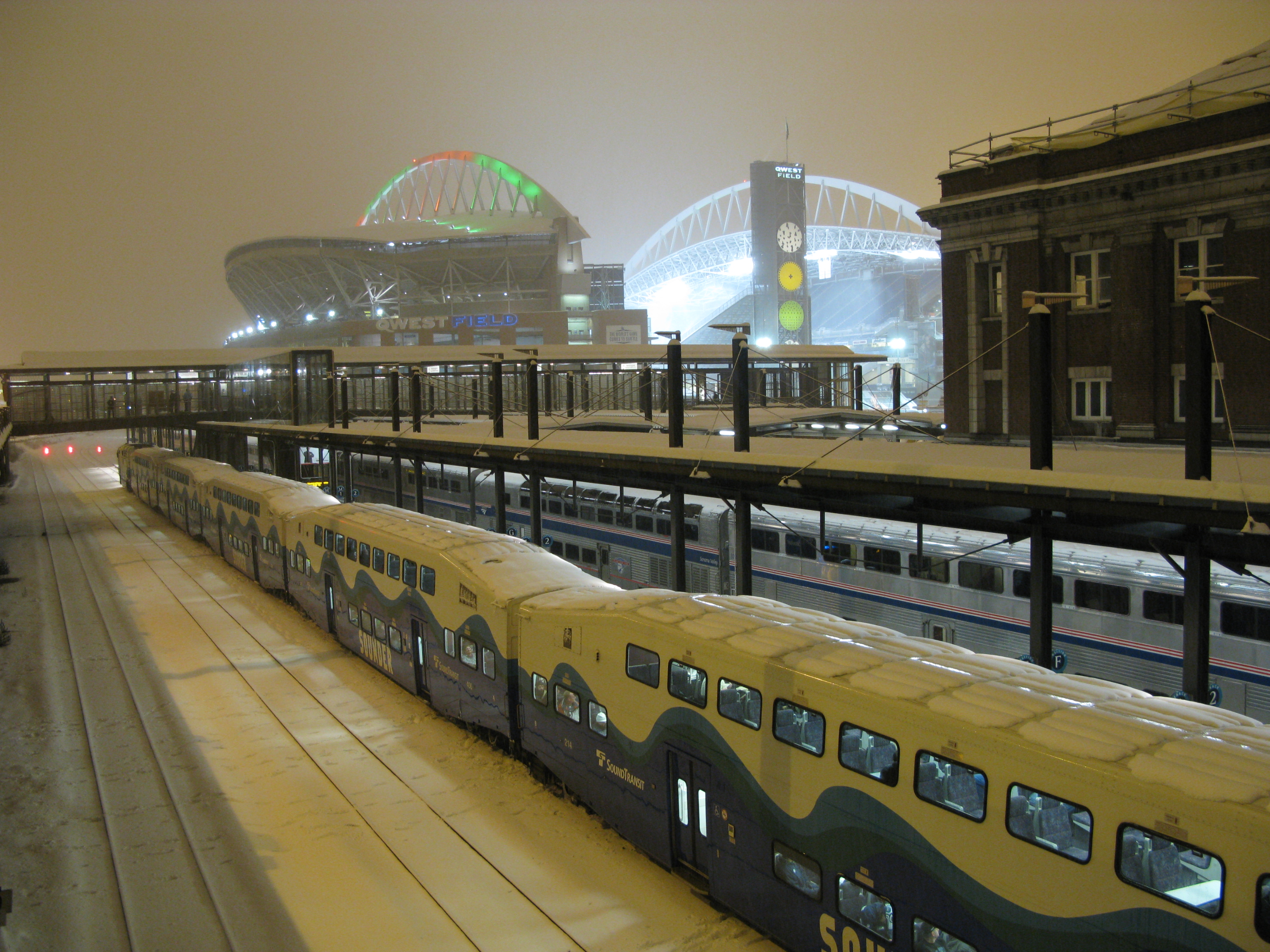
Poslední vlak Sounder do Tacomy se svítícím stadionem CenturyLink Field v pozadí.

## Blízká místa
- Národní historický obvod Pioneer Square
- Národní historický park Klondikeská zlatá horečka
- Seattle Chinatown-International District
- Downtown Seattle Transit Tunnel
- CenturyLink Field
- Safeco Field
- Union Station
- stanice International District / Chinatown